# Graham Watson (mecánico)
Graham Watson (Pukekohe; 24 de junio de 1967) es un mecánico y director de equipo de Fórmula 1. Actualmente es el director de la Scuderia AlphaTauri. Aunque nació y creció en Nueva Zelanda, Watson es ciudadano italiano.

## Carrera
Desde temprana edad, Watson tuvo un profundo interés en los deportes de motor, participó en eventos de rally en su Nueva Zelanda natal como piloto y copiloto. Esto llevó a Watson a decidir seguir una carrera en el automovilismo pero como mecánico, donde se mudó al Reino Unido para trabajar en Ford World Rally Team. Finalmente, Watson decidió hacer el cambio a los monoplazas, donde se unió a Paul Stewart Racing en la Fórmula 3000. Luego dio el salto a la F1, donde se unió a Benetton en 1996 y luego a BAR-Honda en 2001. Watson permaneció en el equipo de Brackley durante ocho años mientras hacía la transición a Honda y luego a Brawn GP, donde ganó un campeonato como Coordinador de Ingeniería. En busca de un nuevo desafío, luego se mudó a Team Lotus como gerente del equipo antes de mudarse a Toro Rosso en 2014, donde permanece actualmente bajo el nuevo nombre Scuderia AlphaTauri. En su cargo actual, representa al equipo en las discusiones con la FIA y el grupo de trabajo deportivo, además de administrar las operaciones logísticas y de garaje.